# بنانا رپابلیک
بنانا رپابلیک (انگلیسی: Banana Republic) شرکت خرده‌فروشی پوشاک آمریکایی است، که در زمینه تولید و عرضه انواع لباس، کفش، لوازم مد و پوشاک آماده فعالیت می‌نماید.
شرکت بنانا رپابلیک در سال ۱۹۷۸ توسط مل زیگلر و پاتریشیا زیگلر در شهر میل ولی، کالیفرنیا تأسیس شد و در سال ۱۹۸۳ توسط گپ اینکورپوریتد خریداری گردید. این شرکت در حال حاضر مالک شبکه‌ای از ۶۴۲ شعبه فروشگاه خرده‌فروشی می‌باشد. دفتر مرکزی بنانا رپابلیک در شهر سان‌فرانسیسکو قرار دارد.